# Kodalia
Kodalia è una suddivisione dell'India, classificata come census town, di 8.068 abitanti, situata nel distretto di Hooghly, nello stato federato del Bengala Occidentale. In base al numero di abitanti la città rientra nella classe V (da 5.000 a 9.999 persone).

## Geografia fisica
La città è situata a 22° 25' 52 N e 87° 51' 34 E.

## Società

### Evoluzione demografica
Al censimento del 2001 la popolazione di Kodalia assommava a 8.068 persone, delle quali 4.177 maschi e 3.891 femmine. I bambini di età inferiore o uguale ai sei anni assommavano a 893, dei quali 497 maschi e 396 femmine. Infine, coloro che erano in grado di saper almeno leggere e scrivere erano 5.618, dei quali 3.137 maschi e 2.481 femmine.